# Jan Zach

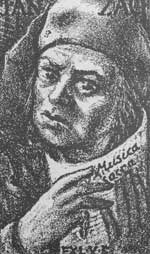
Jan Zach (1713–1773)

Jan Zach, auch Johann Zach (getauft 26. November 1713 in Dehtáry; † 24. Mai 1773 in Ellwangen) war ein böhmischer Komponist, Kapellmeister, Organist und Geiger in der Zeit des späten Barock.

## Leben und Wirken
Jan Zach ist in Dehtáry, einem Ortsteil von Jenštejn in Mittelböhmen, als zweites von acht Kindern des Schankwirts und Wagenbauers Jakub Zach geboren. Seine erste musikalische Ausbildung erhielt er wahrscheinlich beim Organisten in der nahegelegenen Stadt Čelákovice. Über seine weitere Ausbildung ist nichts bekannt. Er übersiedelte nach Prag. Ab 1732 wirkte er als Organist an der Klosterkirche der Barmherzigen Brüder (Klášter milosrdných bratří Na Františku) und in der Annenkapelle des Altstädter Minoritenklosters (Klášter minoritů na Starém Městě), und ab 1733 an der Pfarrkirche St. Martin in der Mauer (Kostel svatého Martina ve zdi). Sein Vorgesetzter bei St. Martin war Šimon Brixi, Vater des Musikers František Xaver Brixi. Er soll auch als Geiger im Karmelitenkloster St. Gallus (Karmelitánský klášter sv. Havla) tätig gewesen sein, dies ist aber nicht belegt.
Es ist wahrscheinlich, dass Jan Zach in Prag in Kontakt mit Bohuslav Matěj Černohorský kam und bei ihm zusammen mit Josef Seger und František Ignác Tůma Kompositions- und Orgelunterricht bekam. Für diese sogenannte Černohorský-Schule fehlen aber dokumentarische Nachweise. Im Jahr 1737 bewarb sich Jan Zach erfolglos um die freigewordene Stelle des Organisten im Veitsdom. Was daraufhin geschah, ist nicht genau bekannt. Constantin von Wurzbach schreibt, dass Zach aus Enttäuschung über seine Ablehnung Prag verlassen habe. Es gibt aber auch Berichte über sein weiteres Wirken als ein angesehener Musiker in Prag. Zwischen den Jahren 1737 und 1740 soll er prestigeträchtige Aufträge für die alljährliche „musicae navales“ erhalten haben – Schiffsprozessionen auf der Moldau am Vorabend des Festes des hl. Johannes Nepomuk. Sicher ist, dass er Böhmen spätestens zwischen den Jahren 1740 und 1742 verließ, wahrscheinlich geschah es im Zusammenhang mit den Kriegsereignissen.
Im Jahr 1745 fand er Anstellung als Kapellmeister am Hof des Mainzer Erzbischofs, des Kurfürsten Friedrich Karl von Ostein. Zach war offensichtlich eine exzentrische Persönlichkeit, seine aufbrausende Natur führte in Mainz zu zahlreichen Konflikten. Im Jahr 1756 musste er seinen Dienst als Kapellmeister verlassen.
In den folgenden Jahren bereiste er ohne eine feste Anstellung österreichische, mittel- und süddeutsche Residenzen und Klöster und war auch mehrmals in Italien. Seinen Lebensunterhalt verdiente er mit dem Verkauf eigener Kompositionen, mit Musikunterricht und durch Auftritte als Orgel-, Cembalo- und Violinvirtuose. Er knüpfte enge Kontakte zu den Zisterziensern im Tiroler Stift Stams. Hier war er in den Jahren 1767, 1769 und 1771 zu Gast und genoss eine sehr hohe Wertschätzung. Den Mönchen im Konvent hinterließ er zahlreiche Kompositionen. Diese Manuskripte bilden heute das weltweit größte Archiv von Zachs Werken. Die letzte Erwähnung von Jan Zach in den zeitgenössischen Quellen zeigt, dass er im Januar 1773 an der Wallersteiner Hofkapelle war und anschließend auf einer Reise in Ellwangen starb. Er wurde bei der örtlichen Kirche St. Wolfgang beigesetzt.
Um Zachs eigenwillige Persönlichkeit kursieren in der biografischen Literatur einige unbelegte Legenden. Er soll – angeblich wegen einer unglücklichen Liebe – den Verstand verloren haben und sogar in die Irrenanstalt nach Bruchsal gebracht worden sein, er soll schwermütig gewesen sein, oft an Beerdigungen teilgenommen haben und mit Vorliebe Requiems und Grabgesänge komponiert haben.

## Bedeutung
Jan Zach war als Komponist im süddeutschen und österreichischen Raum hoch angesehen. Seine Werke spiegeln den Übergang vom alten Barockstil zum aufkommenden Klassizismus wider. In seinen Kompositionen finden sich auch Einflüsse italienischer Musik, die er schon in Prag kennenlernte, und der tschechischen Volksmusik. Der Musikwissenschaftler Tomáš Slavický rechnet ihn zu einer zahlreichen Generation von Musikern, die in den 1730er Jahren in Prag künstlerisch heranreiften und dann (z. T. aufgrund von Kriegsereignissen nach dem Tod des Kaisers Karl VI.) in westeuropäische Musikzentren aufbrachen. Zu dieser Generation zählen auch Johann Stamitz, die Brüder Benda, und Christoph Willibald Gluck. Prag erlebte in den 1730er Jahren eine Blütezeit als mitteleuropäisches Kulturzentrum. Jan Zach und seine Zeitgenossen wurden hier durch eine offene und vielseitige Musikszene geprägt, die im intensiven Austausch mit anderen europäischen Kulturzentren stand (Venedig, Neapel, Wien, Dresden). Nach ihrem Weggang aus Prag habe diese „böhmische musikalische Emigration“ mit ihren neuen Ideen den Übergang zum musikalischen Klassizismus mitgestaltet.
Zachs Œuvre umfasst eine Fülle von Instrumental- und geistlicher Musik: etwa 35 Messen, 3 Requiems, 6 Vespern, 2 Litaneien, 6 Te Deums, 3 Oratorien, zahlreiche kleinere Kirchenmusiken, etwa 30 Sinfonien, zahlreiche Konzerte, Kammermusik, Klavier- und Orgelmusik. Nur wenige Kompositionen wurden während seines Lebens gedruckt.
Ein Verzeichnis seiner Werke veröffentlichte zuerst K. M. Komma im Jahr 1938, später aufgefundene Werke wurden katalogisiert von A. Gottron und W. Senn im Jahr 1955.

## Einspielungen
- Jan Zach: Gesamtwerk für Streicher. ARS-Produktion Schumacher, 1990 (FCD 368 413)
- Jan Zach: Geistliche Musik. Arte Nova, 1997 (CD 74321 54241 2)